# Manuel Estrada Manchón
Manuel Estrada Manchón (Cartagena, Murcia, 17 de octubre de 1902 - Ciudad de México, 17 de junio de 1980) fue un militar español que destacó durante la guerra civil al frente de la Inteligencia militar republicana. En su posterior exilio mexicano fue director y asesor de empresas, siendo catedrático de universidad.

## Biografía
El padre de Manuel Estrada, Julio Estrada Maureso, era capitán de navío del Ministerio Español de Marina, a la vez que editor de un periódico donde publicaba la crónica política, social y cultural. La familia Estrada tenía un ascendiente progresista y de izquierdas. Aun así, siendo Manuel el primogénito fue destinado a realizar estudios de estado mayor. En 1918 ingresa por oposición a la Academia General de Infantería, de donde se licenció cuatro años más tarde. Entre 1922 y 1927 asistió a la Escuela Superior de Guerra de Madrid, con especialización como ingeniero topógrafo y, por concurso, ingeniero cartógrafo. Durante diez años fue profesor de matemáticas y, en la Escuela Superior de Guerra, profesor del Servicio de Información. 
En los años veinte Estrada pronuncia en la Academia de Toledo un discurso en pro de la democracia que provoca una airada reacción del rey, lo que le identifica muy tempranamente como el militar demócrata. Su actitud progresista, así como su interés en la literatura y en la filosofía, dieron un sesgo de crítico intelectual a su desempeño.
Antes de la Guerra Civil es destinado a Madrid y a Bilbao. Al igual que otros militares de la época, aunque en su caso por un breve lapso, Estrada perteneció a la masonería.
Al comienzo de la Guerra civil, fiel a la República, es nombrado Jefe del Estado Mayor Central por Largo Caballero. La crítica de Estrada al funcionario por su escasa visión de los problemas militares recibe una sanción basada en que aún cuenta con el rango jerárquico requerido. Así, es destinado a la inteligencia militar del Ejército Popular, y nombrado Jefe del Servicio de Información del Estado Mayor (SIEM) o Segunda sección del Estado Mayor. Es substituido en el SIEM por el general Vicente Rojo. 
Interesado en la inteligencia militar y en la estrategia, durante la Guerra Civil Estrada se sitúa en el Palacio Real, desde donde dirige diversas operaciones en la defensa de Madrid. Después de dicho periodo se instala en Barcelona, donde continúa con la responsabilidad del SIEM hasta el final de la Guerra Civil. 
En el SIEM colaboran con Manuel Estrada varios civiles: Alejando García Val (adjunto), Virgilio Martínez (secretario), José Cobos Panadero (farmacéutico), un nutrido grupo de médicos, de los cuales la mayoría se exila y muere en México: Alfredo Aransay (odontólogo), Luis Aransay (neumólogo), Antonio Capella (médico general), Dionisio Nieto Gómez (neurólogo), además de dos de sus hermanos, Emilio Estrada (ca. 1908-80), telegrafista, y Carmelo Estrada (ca. 1912-59), pasante de medicina, quien trabaja en la Sección de Cifra y logra desentrañar el código secreto militar alemán, una operación de prestigio para los republicanos. 
El teniente coronel José Coello de Portugal sucedería a Manuel Estrada al frente de la Segunda sección de Estado Mayor. La información suministrada por Estrada al mando republicano sobre el bando enemigo fue de elevada fiabilidad. Sin embargo, los republicanos no supieron o no pudieron sacar pleno provecho de las informaciones obtenidas por Estrada. De hecho, en 1937 ya había anticipado la derrota de la República.
En reconocimiento a sus labores, en febrero de 1938 fue ascendido a coronel. "Los méritos contraídos durante la actual campaña por el teniente coronel don Manuel Estrada Manchón, primero en la Jefatura del Estado Mayor del Ejército de Tierra, más tarde en pleno teatro de guerra, durante las operaciones que tuvieron por resultado la toma de Brunete y después al frente de organismo tan complejo como la Sección de Información del Estado Mayor Central, le hacen acreedor a […] el ascenso a coronel de Estado Mayor. (Indalecio Prieto, Barcelona.)
En el exilio desde 1939, Estrada estuvo en un campo de concentración en Marsella. Ahí pudo colaborar con la resistencia francesa en contra de la ocupación nazi. En 1941 se trasladó a México, donde pasó el resto de su vida, principalmente en Ciudad de México. Estrada mantuvo una destacada actividad cultural y política en el Ateneo Español de México. En 1978 viaja a España por primera vez después del año 1939. Muere en 1980 dando su cátedra en la universidad de México. 

## Política
Desde los años treinta Estrada participa en política y adhiere al Partido Socialista Español, en el que observa muy pronto el desorden producto de la carencia de estructura que impera en éste. Durante la Guerra Civil, opta por afiliarse al Partido Comunista Español, cuya mejor organización le convence por un breve periodo. La firma del tratado de no agresión entre Hitler y Stalin le lleva a renunciar al PCE, constatando que ningún asesor soviético durante la guerra hizo crítica alguna a dicho acuerdo (ESTRADA, s/f, ca. 1938-39). Estrada elabora más tarde en el exilio su crítica a la política española de antes y después de la Guerra Civil mediante un extenso estudio sobre la democracia y los partidos políticos.

## Archivo Estrada
Al concluir la guerra Estrada rescata un importante conjunto de documentos de información militar -cerca de 50 cajas- que lleva en su exilio a Francia. Junto con su asistente, capitán Luis Aransay, entrega secretamente dicho acervo al simpatizante republicano español radicado en Burdeos, Leandro García, a quien pide conservar los archivos y devolverlos a España al retorno de la democracia. Durante la Segunda Guerra Mundial dichos documentos recorren subrepticiamente distintos puntos del territorio francés -de Pau a Orleans- preservándose del franquismo y sus aliados -Pétain y los militares nazis- gracias a una auténtica gesta. 
En coincidencia con la decisión inicial de Estrada, fallecido una década antes, los documentos son entregados al gobierno español a través del Ministerio de Cultura en tiempos de Jorge Semprún. Se encarga de dicha operación el diplomático José Joaquín Puig de la Bellacasa. El conjunto de documentos del archivo fue gradualmente reducido en Francia a menos de la mitad (ca. 400 kg) debido a que, según el propio depositario, Leandro García, numerosos papeles se referían a datos de escasa relevancia (Periódico Excelsior, México, c. 1990). Dichos archivos volvieron a España en 1989 y son hoy parte del Centro Documental de la Memoria Histórica, en Salamanca. 
Entrado el siglo XXI la actuación del coronel Estrada comienza a desvelarse a través de nuevos estudios, varios de los cuales se refuerzan con la documentación del Archivo Estrada. En particular, las investigaciones de Diego Navarro, de la Universidad Carlos III de Madrid, quien prepara una biografía de Estrada. Le antecede Una derrota prevista. El espionaje militar republicano durante la Guerra Civil Española, de Hernán Rodríguez Velasco, quien analiza la participación del militar en la guerra civil española. La reciente tesis doctoral de Arturo García Álvarez-Coque, Los militares de Estado Mayor en la Guerra Civil española (1936-1939), aborda en parte la actuación de Estrada durante dicho periodo (Universidad Complutense, Madrid 2018).

## Publicaciones
En 1937, en plena contienda, Estrada publica en España un breve escrito con objeto de fortalecer las milicias republicanas ¡Por la capacitación de mandos militares!
En México, escribe para la revista Tiempo artículos de análisis sobre la situación militar en Europa durante la Segunda Guerra Mundial. 
En 1943 publica con medios propios Hitler en la luna, sátira política al dictador ilustrada con caricaturas. 
En 1952 publica con recursos propios Democracia sin partidos, reflexión sobre los errores cometidos por la partidocracia durante la República. Según Julio Bracho, "el libro estaba dirigido a los españoles que en aquel momento se encontraban en el exilio o incluso en la resistencia dentro de España. El análisis de Estrada plantea, desde la singular visión de la derrota a la democracia previa a la Guerra Civil, la organización democrática de la sociedad por fuera del poder de los partidos. La exposición del tema es crítica, propositiva y de obvia actualidad al contemplar un nuevo modelo de representación que sirve hoy de referencia a estudios modernos sobre la democracia. Octavio Rodríguez Araujo, de la Facultad de Ciencias Políticas y Sociales, UNAM, señalaba que la conocida frase del Sub-Comandante Marcos, "mandar obedeciendo", aparece ya en el texto de Estrada dentro de la idea de obedecer el mandato democrático expresado en las urnas." 
Tardíamente, sin recuperar el título de Ingeniero Cartógrafo, Estrada se integra hacia 1970 al vasto grupo de exiliados españoles que se desempeñaron como académicos de la Universidad Nacional Autónoma de México (UNAM), en la que fue investigador y profesor de la Facultad de Ciencias Políticas y Sociales y donde publicó Administración funcional, producto tanto de su experiencia militar como de su actuación responsable y asesor de empresas públicas y privadas de México.

## Familia
El experto en desciframiento de códigos militares Carmelo Estrada Manchón (ca. 1912-1959) es su hermano.
El músico y musicólogo mexicano Julio Estrada Velasco es hijo suyo. 
El experto en cambio climático Manuel Estrada Porrúa es su nieto
El economista Francisco Estrada Porrúa es su nieto. El ajedrecista mexicano Julián Estrada Nieto es su nieto.
El biólogo mexicano Amadeo Estrada Nieto es su nieto.